# 선의왕후 (조선)
선의왕후 어씨(宣懿王后 魚氏, 1705년 12월 3일 (음력 10월 29일) ~ 1730년 8월 1일 (음력 6월 29일))는 조선 경종의 계비이며 정식 시호는 경순효인혜목선의왕후(敬純孝仁惠睦宣懿王后)이다. 본관은 함종(咸從)이다.

## 생애
선의왕후는 1705년 12월 14일(음력 10월 29일)에 태어났다. 영돈녕부사 함원부원군으로 사후 증 의정부영의정에 추증된 어유구(魚有龜)의 딸로서 어유구는 노론 영수 김창집의 제자이며 일가가 모두 노론계이다. 어머니는 전주이씨로 영장 이하번의 딸이다. 큰아버지 어유봉(魚有鳳)은 노론 김창협의 문인인데, 김창협은 김창집과 형제간이고, 이 둘은 어유봉의 처사촌이 된다. 큰아버지 어유봉의 사위가 홍상한(洪象漢)인데, 홍상한은 사도세자의 장인 홍봉한의 큰아버지  홍석보(洪錫輔)의 아들이다. 그녀가 세자빈에 간택될 당시 할아버지 어사형이 생존해 있었다.
어머니 전주이씨는 중종의 서자 영양군 함의 5대손으로, 증조부는 영양군의 양자 흥녕군 수전의 장남 풍해군 잠이고, 할아버지는 능산군 희이다.
1718년 14세(만 12세)의 나이로 세자빈에 간택 되어 같은 해에 왕세자(경종)와 가례를 올렸고 다음 해인 1719년 9월에 관례를 올렸다.1720년 숙종이 서거하고 경종이 즉위하자 왕비가 되었다. 경종의 초비인 단의왕후 심씨의 왕비 추봉과 그녀의 왕비 책봉을 동시에 주청한 것이 청나라에 트집 잡혀 1721년에야 고명을 받을 수 있었다. 경종 1년, 경종 부부에게 후사가 없다는 이유로 하여 노론 4대신(이이명, 김창집, 이건명, 조태채)와 왕대비(인원왕후)의 강력한 추진으로 연잉군(영조)의 왕세제 책봉이 결정되었을 때 그녀의 나이는 갓 17세에 불과했다. 일설에 따르면 연잉군을 반대하여 종실과 비밀리에 연합하여 소현세자의 직손인 밀풍군 탄, 혹은 밀풍군의 아들인 관석을 입양하려 하였으나 경종의 반대 혹은 경종의 급서로 실패하였다고 한다.
1724년 경종이 서거하고 영조가 즉위하면서 불과 20세의 나이로 왕대비가 되었다. 영조 2년에는 대비전이 있는 창덕궁이 아닌 경종이 세자 시절 거처하던 창경궁 저승전에서 지냈으며, 1730년 8월 12일(음력 6월 29일) 경희궁 어조당에서 세상을 떠났다. 그녀가 거처하던 저승전은 후에 세자궁으로 개조 되어 사도세자의 처소가 되었으며 저승전 건너편에 위치했던 취선당은 세자궁의 소주방으로 개조되었는데, 혜경궁 홍씨는 사도세자가 정신 질환을 앓게 된 근본적인 원인이 불길한 저승전에서 자라고 취선당에서 지은 밥을 먹은 탓이라는 설을 남겼다.

## 야사
- 선의왕후가 사망한 것은 지문에 기록된 대로 오랜 지병을 앓아서가 아니라 1730년 4월 15일에 발생했던 영조 암살 미수 사건[5]의 주모자로 지목되어 어조당에 유폐되었고, 분개한 선의왕후가 음식을 거부하여 끝내 아사한 것이라고 전한다.
- 선의왕후가 이인좌 등에게 비밀리에 언문교서를 내렸는데 "왕실의 씨가 바뀌었으니 바로 잡아라"는 하교를 내렸다고 전한다.[6] 사실 여부는 실록에 존재하지 않으나 이인좌 등이 왕대비의 밀명을 받았다고 주장한 흔적은 영조실록에 수차례 등장한다.
- 영조의 맏아들 효장세자가 사망한 것에 대해 선의왕후가 독살하였다는 설과 궁녀를 시켜 독살한 것이란 설이 존재한다.[출처 필요]

## 가족 관계
본가 함종 어씨(咸從 魚氏)
- 고조부 : 경기좌도수군판관 증 좌참성 충경공 어한명(京畿左道水軍判官 贈 左參贊 忠景公 魚漢明, 1592∼1648)
- 고조모 : 참봉 권숙(權俶)의 딸 증 정경부인 안동 권씨(贈 貞敬夫人 安東 權氏, 1594-1670)
  - 증조부 : 강원도관찰사 증 좌참성 어진익(江原道觀察使 贈 左參贊 魚震翼, 1625∼1684)
  - 증조모 : 통사랑 원빈(通仕郞 元玭)의 딸 정부인 증 정경부인 원주 원씨(貞夫人 贈 貞敬夫人 原州 元氏, 1625~1715)
    - 조부 : 한성부우윤 증 영의정 어사형(漢城府右尹 贈 領議政 魚史衡, 1647∼1723)
    - 조모 : 승지 유거(柳椐)의 딸 정경부인 전주 유씨(貞敬夫人 全州 柳氏, 1645~?)
      - 아버지 : 영돈녕부사 증 영의정 익헌공 함원부원군 어유구(領敦寧府事 贈 領議政 翼獻公 咸原府院君 魚有龜, 1675 ~ 1740)

    - 외조부 : 통덕랑 이만모(通德郞 李萬模)
    - 외조모 :
      - 어머니 : 증 전성부부인 전의 이씨(贈 全城府夫人 全義 李氏, 1673~1692)
        - 언니 : 안동인 인제현감 김성대(麟蹄縣監 金盛大)의 아들 지사 김시교(知事 金時敎)와 혼인

    - 외조부 : 현감 이하번(縣監 李夏蕃)
    - 외조모 : 김홍명(金洪命)의 딸 김씨(金氏)
      - 친어머니 : 증 완릉부부인 전주 이씨(贈 完陵府夫人 全州 李氏)
        - 언니 : 전주인 이방언(李邦彥)의 아들 동지중추부사 이보상(同知中樞府事 李普祥)과 혼인
        - 언니 : 동지중추부사 홍계구(同知中樞府事 洪啓九)와 혼인

    - 외조부 : 학생 김동설(學生 金東說)
    - 외조모 :
      - 어머니 : 상산부부인 김씨(商山府夫人 金氏, ?~1754)
        - 여동생 : 한산인 군수 이하민(郡守 李夏黽)의 아들 이지순(李址順)과 혼인
        - 여동생 : 청송인 광주목사 심탁(光州牧使 沈鐸)의 아들 관찰사 심이지(觀察使 沈履之, 1720~1780)와 혼인
        - 남동생 : 공조판서 어석정(工曹判書 魚錫定, 1731∼1793)
        - 올케 : 심계(沈銈)의 딸 청송 심씨(靑松 沈氏)
        - 남동생 : 어석녕(魚錫寧)
        - 올케 : 남양 홍씨(南陽 洪氏)

왕가(王家 : 전주 이씨)
- 시조부 : 제18대 현종대왕(顯宗大王, 1641~1674, 재위 1660~1674)
- 시조모 : 명성왕후 김씨(明聖王后 金氏, 1642~1684)
  - 시아버지 : 제19대 숙종대왕(肅宗大王, 1661~1720, 재위 1674~1720)
  - 시어머니 : 인경왕후 김씨(仁敬王后 金氏, 1661~1680)
  - 시어머니 : 인현왕후 민씨(仁顯王后 閔氏, 1667~ 1701)
  - 시어머니 : 인원왕후 김씨(仁元王后 金氏, 1687~ 1757)
  - 생시어머니 : 옥산부대빈 희빈 장씨(玉山府大嬪 禧嬪 張氏, 1659~1701)
    - 남편 : 제20대 경종대왕(景宗大王, 1688~1724, 재위 1720~1724)

  - 서시어머니 : 화경숙빈 최씨(和敬淑嬪 崔氏, 1670~1718)
    - 시동생 : 제21대 영조대왕(英祖大王, 1694~1776, 재위 1724~1776)
      - 조카 : 추존 진종소황제(眞宗昭皇帝, 1719~1728)
      - 조카 : 추존 장조의황제(莊祖懿皇帝, 1735~1762)

## 관련작품
- 1988년 MBC 《조선왕조오백년 - 한중록》 배우:김혜옥
- 2016년 SBS 《대박》 배우:홍예진
- 2019년 SBS 《해치》 배우:송지인

## 기타
- 시동생인 영조와 사이가 두드러지게 좋지 않았는데, 즉위 초부터 선의왕후는 남편의 뒤를 이어 즉위한 영조를 위한 예식과 절차를 거부하기 일쑤였고 영조는 왕대비인 선의왕후에게 올려지는 물품을 매번 삭감하여 국고나 백성에게 돌렸다. 왕대비(선의왕후)에게 진연을 올리자는 홍치중의 주청이 있자 영조가 진노어린 비답을 내려 종실 전성군 이혼 등 종친부가 일제히 상소하여 진연 올리기를 청하기에 이르렀다. 이에 영조는 "나의 성의가 부족한 것 때문에 (선의왕후의) 윤허를 받지 못했다"며 비난과 책임을 회피하였고, 이후 진연을 올리는 것이 정해지긴 하였지만 수차례 연기되었다. 영조는 선의왕후의 국상 기간 중에 후궁 숙의 이씨를 빈으로 삼고 대대적인 혼인잔치를 열어 도성 안팎은 물론 노론 대신들까지 탄식을 쏟아낼 정도였다.
- 선의왕후를 죽음으로 이끈 병명은 밝혀지진 않았으나 죽기 직전까지 몸을 떨며 통곡을 하고 읍성(눈물을 흘리며 우는 소리)을 냈다고 한다. 이에 영조가 의관들이게 그러한 증후를 본 적이 있는지 묻자 중관이 헛소리를 하는 것이라 대답하였다.[7]
- 선의왕후의 백모(어유봉의 처)는 숙종의 후궁이자 희빈 장씨의 숙적이었던 영빈 김씨의 고모이다. 경종의 초비였던 단의왕후 심씨 역시 영빈 김씨의 외가 친척이었다. 영빈 김씨는 신임옥사 직후 경종 즉위년에 발생했었던 경종의 급성중독 사건의 진범으로 지목되어 경종4년에는 다름 아닌 자신의 외사촌동생인 이진유의 강력한 주장으로 참수될 위기에 처하기도 하였으나 인원왕후의 절대적인 비호로 목숨을 부지할 수 있었다가[8] 영조의 등극 직후 무혐의 판결을 받았다[9].